# Neobisium algericum
Espèce
Synonymes
- Obisium algericum Ellingsen, 1912

Neobisium algericum est une espèce de pseudoscorpions de la famille des Neobisiidae.

## Distribution
Cette espèce est endémique d'Algérie. Elle se rencontre en Kabylie dans des grottes.

## Description
La femelle holotype mesure 3,3 mm.

## Systématique et taxinomie
Cette espèce a été décrite sous le protonyme Obisium algericum par Ellingsen en 1912. Elle est placée dans le genre Neobisium par Beier en 1932.

## Étymologie
Son nom d'espèce lui a été donné en référence au lieu de sa découverte, Algérie.

## Publication originale
- Ellingsen, 1912 : Pseudoscorpiones (troisième série). Archives de Zoologie Expérimentale et Générale, vol. 5, no 10, p. 163-175 (texte intégral).